# 镇安站 (陕西省)
镇安站，位于中华人民共和国陕西省商洛市镇安县永乐街道，是西康铁路上的火车站，建于2001年，由西安铁路局管辖。

## 外部連結
- 中国铁路客户服务中心 （页面存档备份，存于）